# Blang Benara
Blang Benara is een bestuurslaag in het regentschap Bener Meriah van de provincie Atjeh, Indonesië. Blang Benara telt 727 inwoners (volkstelling 2010).